# Línia Lyman-alpha
En espectroscòpia, la Línia Lyman-alpha, típicament escrita com a Ly-α, és una línia espectral de l'àtom d'hidrogen (o, més generalment, de qualsevol àtom amb un sol electró) que forma part de la sèrie de Lyman. La línia es produeix per l'emissió d'un fotó per part d'un electró que transiciona de l'orbital atòmic n = 2 a l'estat fonamental (n = 1), on n és el nombre quàntic principal. En el cas de l'hidrogen, la seva longitud d'ona és de 1.21567 Àngstroms (121,567 nm o 1,21567×10−7 m) corresponents a una freqüència d'aproximadament 2,47×1015 Hz, que situa la línia Lyman-alfa en la part ultraviolada (UV) de l'espectre electromagnètic. Més concretament, Ly-α es troba en el buit ultraviolat (VUV), caracteritzat per una forta absorció en l'atmosfera terrestre.

## Estructura fina

El doblet de Lyman-alfa.

A causa de la interacció spin-òrbita, la línia Lyman-alfa se separa en un doblet d'estructura fina amb longituds d'ona de 1215.668 i 1215.674 Àngstroms. Aquests components són anomenats Ly-α3/2 i Ly-α1/2, respectivament.
Els estats propis del Hamiltonià pertorbat són etiquetats amb el moment angular total j de l'electró, i no només amb el moment angular orbital l. En l'orbital n = 2, l = 1, hi ha dos estats possibles, amb j =  1/2 i j =  3/2, resultant en un doblet espectral. L'estat j =  3/2 té una energia més alta, i és per tant energèticament més llunyana, que l'estat n = 1 al qual està transicionant. Així, l'estat j =  3/2 és associat amb la línia espectral més energètica (amb longitud d'ona més curta) del doblet.

## Observació
Atès que la radiació Lyman-alfa de l'hidrogen és fortament absorbida per l'aire, la seva observació en el laboratori requereix de l'ús de sistemes de buit espectroscòpic. Per la mateixa raó, l'astronomia Lyman-alfa és normalment duta a terme amb instruments damunt satèl·lits, excepte en el cas de fonts extremadament distants per a les quals el desplaçament cap al roig permet a la línia de penetrar l'atmosfera de la Terra.
La línia ha estat també observada en antihidrogen. Dins de les incerteses experimentals, la freqüència mesurada és igual a la de l'hidrogen, d'acord amb les prediccions de la teoria de l'electrodinàmica quàntica.